# Yrsa Daley-Ward
Yrsa Daley-Ward est une poètesse, écrivaine, mannequine et actrice anglaise. Elle se fait connaître grâce à son premier livre, Bone, écrit selon une technique de spoken word poétique et se définit elle-même comme une poètess d'Instagram. Elle publie son autobiographie, The Terrible, en 2018 et remporte en 2019 the PEN/Ackerley Prize. Elle co-écrit en 2020 le film musical et l'album visuel de Beyoncé, Black is King.

## Biographie
Née à Lancashire, au Royaume-Uni, d'une mère jamaïcaine et d'un père nigérian l'ayant abandonnée à la naissance, Yrsa Daley-Ward est élevée de 7 à 11 ans avec son frère, Roo, par ses grands-parents, qui font partie de l'Eglise adventiste du septième jour. Yrsa Daley-Ward les décrit comme des « intégristes religieux ». Cette expérience la marque durablement. Elle retourne ensuite vivre chez sa mère, infirmière de nuit, qui vit de manière instable dans des conditions difficiles. Elle en garde un grand besoin d'indépendance. Elle quitte la maison assez jeune pour vivre avec un homme plus âgé. Sa mère décède en 2007.
En situation de précarité et souffrant de dépression, elle connaît des débuts difficiles en tant qu'actrice et mannequin - une expérience qui l'aurait "étouffée". Elle exerce à Londres où elle commence à se droguer et à se prostituer. Elle retient notamment de cette période les discriminations dont elle a été victime dans le milieu de la mode en raison de sa couleur noire de peau.
Ne parvenant pas à percer en Angleterre, elle décide de déménager en Afrique du Sud pour y travailler. Un soir, elle assiste à un spectacle de créations orales où tout le monde peut jouer à condition de préparer quelque chose sur le thème désignée. Elle est inspirée par le thème du soir, "la discorde familiale", et livre une prestation qui rencontre un franc succès, ce qui l'encourage à persévérer dans cette voie.

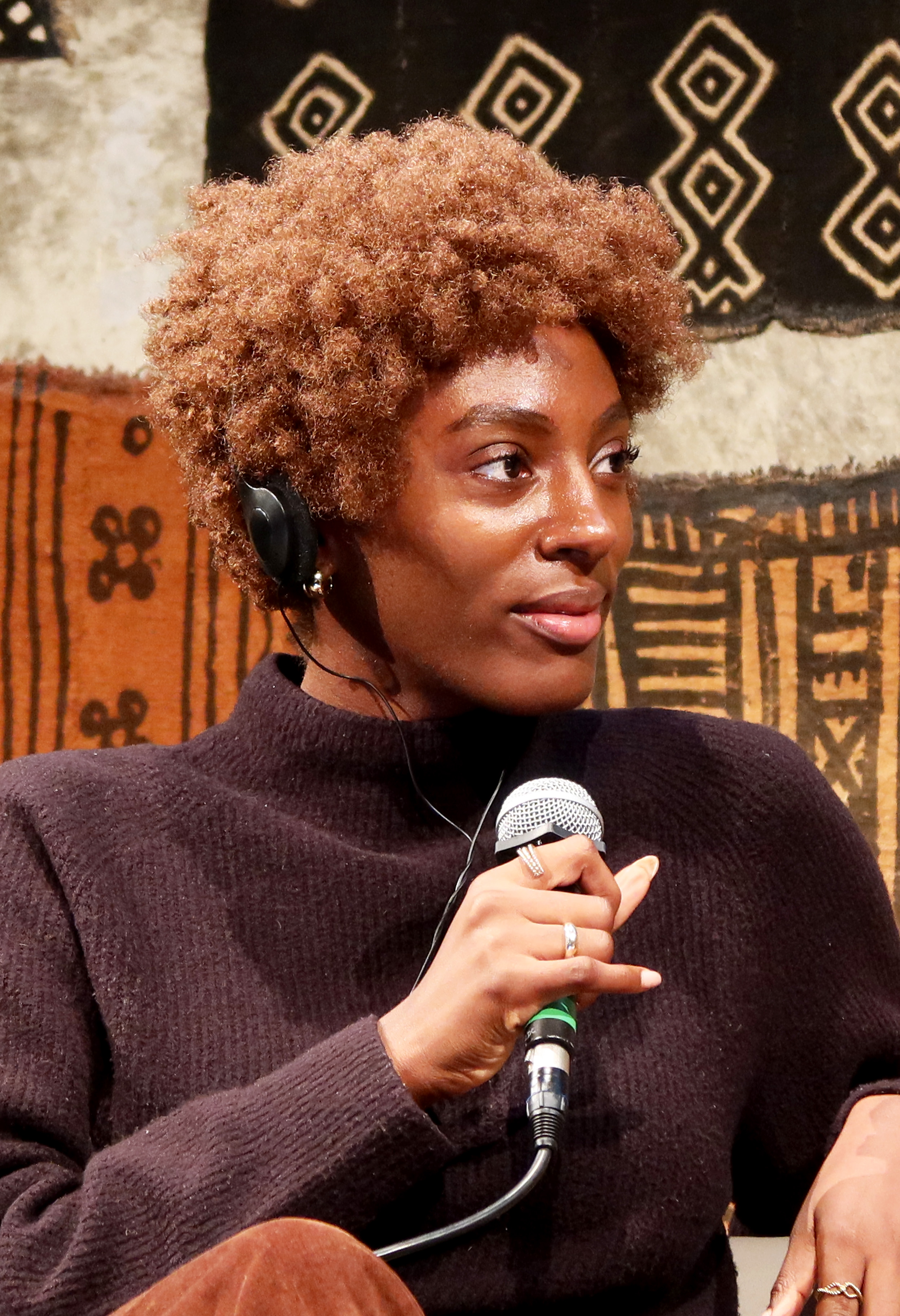

Elle commence alors à publier des poèmes sur Instagram et se fait rapidement un nom. Elle auto-publie son premier recueil de poésie Bone, écrit selon une technique de spoken-word poetry, qui est par la suite réédité aux éditions Penguin Books avec une préface de Kiese Laymon. Dans ce livre, elle expose de manière viscérale son éducation religieuse, sa sexualité et ses batailles en matière de santé mentale.
En 2018, elle publie The Terrible, un roman autobiographique où elle expose sa jeunesse difficile, et remporte en 2019 le Pen/Ackerley Prize qui récompense un roman autobiographique d'excellence écrit par un auteur de nationalité britannique.
En 2020, elle co-écrit le film musical et l'album visuel Black is King de Beyoncé, adaptation de l'album The Gift de cette dernière sorti en juillet 2019 en tant que bande originale du film Le Roi Lion de Disney.
Femme noire, lesbienne, elle lutte de manière engagée dans les mouvements féministes et LGBT+.[réf. nécessaire]

## Œuvres

### Romans
- The how : notes on the great work of meeting yourself, New York : Penguin Books, 2021
- The Terrible, Londres : Penguin Books, 2018.

### Recueil de nouvelles
- On Snakes & Other Stories, 3 am Press, 2013

### Poésie
- Bone, Londres : Penguin Books, 2018.
- Fierce light : poets respond to the centenary of the Battle of the Somme, Norwich : Gatehouse Presse, 2016

## Prix et distinctions
- 2019 : Prix Pen/Ackerley